# کوین ریچاردسون (موسیقی‌دان)
کوین اسکات ریچاردسون (به انگلیسی: Kevin Scott Richardson) متولد ( ۳ اکتبر ۱۹۷۱) خواننده و ترانه سرا آمریکایی است.او عضو گروه بک‌استریت بویز است که قبلاً در سال ۲۰۰۶ از این گروه جدا شده بود، ولی در سال ۲۰۱۲ دوباره به گروه باز گشت.